# 올렉산드르 파블류크

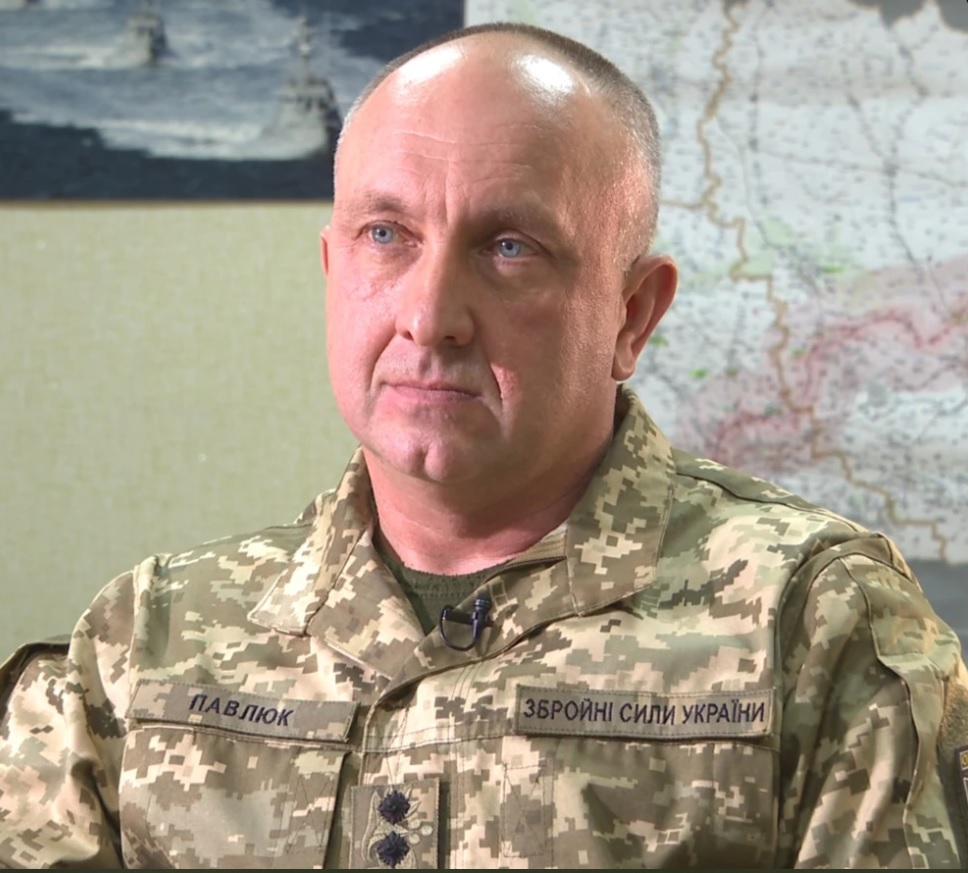

올렉산드르 올렉시오비치 파블류크 (우크라이나어: Олександр Олексійович Павлук, 1970년 8월 20일 ~)는 우크라이나의 장군 으로 2024년 2월 11일부터 우크라이나 육군 사령관을 맡고 있다. 파블류크는 돈바스 전쟁과 2022년 러시아의 우크라이나 침공에 맞서 우크라이나 방어에 참여했다.  2023년 2월 14일, 파블류크는 국방부 제1차관에 임명되었다.
2022년 3월 15일부터 2022년 5월 21일까지 파블류크는 키이우 주 국가행정부의 수장이었다.

## 생애
파블류크는 2006년부터 2007년까지 코소보의 우크라이나 평화유지군 사령관이었다. 그는 2020년에 우크라이나 육군의 지상군 사령부 훈련 사령관으로 임명되기 전 2017년부터 2020년까지 서부 작전 사령부를 지휘하였다.
2021년 7월 28일, 파블류크는 합동군 사령관에 임명되었다. 그는 2022년 3월 15일까지 "키이우 지역 군사 행정부" 사령관으로 임명될 때까지 이 지휘권을 유지했다.
2022년 3월 15일부터 2022년 5월 21일까지 파블류크는 키이우 주 국가행정부의 수장이었다. 우크라이나 대통령실 부국장인 키릴로 티모셴코는 2021년 5월 21일, 파블류크가 군 업무에 복귀했다고 언급하였다.
2023년 2월 14일, 파블류크는 국방부 제1차관에 임명되었다. 2024년 2월 11일, 그는 우크라이나 육군 사령관에 임명되었다.
2024년 5월 4일, 파블류크는 젤렌스키 대통령, 페트로 포로셴코 전 대통령과 함께 러시아의 수배자 명단에 올랐다.

## 수상
2022년 3월 3일, 우크라이나 대통령 볼로디미르 젤렌스키는 파블류크에게 "우크라이나의 영웅" 칭호를 수여하면서 그의 "개인적인 용기와 영웅심"이 "우크라이나의 국가 주권과 영토 보전 보호"에 크게 기여했다고 밝혔다.  파블류크는 이전에 보흐단 흐멜니츠키 3급 훈장과 보흐단 흐멜니츠키 2급 훈장을 받은 바 있다.